# Hendrik Jan Vierdag
Hendrik Jan Vierdag (* 25. Januar 1918; † 15. Dezember 1992) war ein niederländischer Orgelbauer.

## Leben und Werk
Hendrik Jan Vierdag war das jüngste von acht Geschwistern. Er lernte den Orgelbauerberuf bei seinem Vater. Nach dessen Tod machte er sich 1946 mit einer eigenen Orgelbauwerkstatt selbstständig. Ein großer Rückschlag stellte 1963 der Brand seiner Werkstatt dar. Durch den raschen Wiederaufbau konnte er ein Werkstattgebäude in größerer Form errichten. Dadurch war es ihm fortan möglich, auch größere Instrumente herzustellen. Sein Schaffen konzentrierte er vor allem auf den Bereich der Niederländisch-Reformierten Kirche. 1981 schloss er seinen Betrieb alters- und auftragsbedingt. In der aktiven Zeit erbaute er über 130 Orgeln.

## Werkliste (Auswahl)
| Jahr   | Ort              | Gebäude                       | Bild | Manuale | Register | Bemerkungen                                         |
| ------ | ---------------- | ----------------------------- | ---- | ------- | -------- | --------------------------------------------------- |
| 1956   | Emmer-Compascuum | Hervormde Kerk                |      | II/P    | 15       |                                                     |
| 1962   | Duivendrecht     | De Kleine Kerk                |      | I/P     | 7        |                                                     |
| 1963   | Domburg          | Johanneskerk                  |      | I/P     | 9        |                                                     |
| 1964   | Bolsward         | Martinikerk                   |      | I/p     | 7        | Chororgel (Bloemkampkapel)                          |
| 1969   | Rotterdam        | Johanneskerk                  |      | II/P    | 11       |                                                     |
| ~ 1970 | Weener           | Georgskirche                  |      | I       | 4        | → Orgel                                             |
| 1971   | Veenendaal       | Vredeskerk                    |      | II/P    | 12       |                                                     |
| 1973   | Veenendaal       | De Hoeksteen                  |      | II/P    | 10       |                                                     |
| 1973   | Scheeßel         | St.-Lucas-Kirche              |      | II/P    | 20       | im historischen Gehäuse → Orgel                     |
| 1974   | Terneuzen        | Bethlehemkerk                 |      | II/P    | 12       |                                                     |
| 1975   | Nordhorn         | St. Augustinus                |      | II/P    | 29       | → Orgel                                             |
| 1975   | Schepsdorf       | St. Alexander                 |      | II/P    | 15       | → Orgel                                             |
| 1976   | Verden           | St. Johannis                  |      | II/P    | 10       | → Orgel                                             |
| 1978   | Wouw             | Concertzaal In den Wouwdfluit |      | II/P    | 18       |                                                     |
| 1980   | Stavern          | St. Michael                   |      | II/P    | 14       |                                                     |
| 1981   | Voorburg         | Opstandingskerk               |      | II/P    | 14       | 2018 transferiert nach Mater Dolorosa in Regensburg |